# Anna Castelli Ferrieri
Anna Castelli Ferrieri (Milano, 6 agosto 1918 – Milano, 22 giugno 2006) è stata una designer e architetta italiana.
Nel 1966 diventa la prima donna in Italia a occuparsi di design industriale, dedicandosi alla produzione di oggetti di uso quotidiano e arredi fatti in plastica. Famosi furono la sedia sovrapponibile 4870 (vincitrice del Compasso d’oro) e i mobili 4970/84 oltre ai contenitori componibili per la casa.

## Biografia
Anna Ferrieri nasce a Milano il 6 agosto 1918 da Ada Baisini, grande donna impegnata nel sociale, e Enzo Ferrieri, intellettuale, editore, regista e fondatore della rivista Convegno che aveva dato vita ad un circolo culturale e un teatro, frequentato da figure quali Luigi Pirandello, Umberto Saba e Eugenio Montale, costituendo fulcri di resistenza alle crescenti oppressioni fasciste dell'epoca. Il fratello, Giuliano Ferrieri è giornalista e direttore dell’Europeo.
Stimolata dalle avanguardie della Bauhaus, nel 1938 inizia a studiare architettura al Politecnico di Milano; durante questi anni sarà allieva di Franco Albini da cui apprenderà l'approccio razionalistico. Lavorando nel suo studio entra in contatto con architetti quali Piero Bottoni ed Ernesto Nathan Rogers, impegnati nella ricostruzione di Milano.
Laureatasi in architettura nel 1942 presso il Politecnico di Milano con una tesi sulla Galleria Vittorio Emanuele, lascia Milano durante l'occupazione tedesca a fianco del marito Giulio Castelli, ingegnere chimico, con il quale crescerà due figli, Valerio e Maria. Rientrata, nel 1946 fonda un proprio studio, diventa caporedattrice della rivista di architettura, Casabella Costruzioni e corrispondente italiana del periodico inglese Architectural Design. Associata a Ignazio Gardella dal 1959 al 1973, ha svolto in collaborazione con lui lavoro di progettazione urbanistica e architettonica.
Muore il 22 giugno 2006.

## Carriera
Per la Triennale di Milano del 1947 cura con di Luciano Canella, l'allestimento della Mostra del Mobile per il quale riceve il Diploma d'Onore, e la Medaglia d'Oro per un letto per bambini e una poltrona. Tra il 1959 e il 1973 collabora, e in seguito ne diviene associata, con Ignazio Gardella, un architetto razionalista - organico.
Tra le opere realizzate vi sono gli uffici dell'Alfa Romeo ad Arese, della Tecnitub a Podenzano, della Castek a Milano, e della Kartell a Binasco. Cura inoltre il restauro e la ricostruzione di edifici storici, tra i quali, il Chiostro del Bramante a Milano, e Palazzo Benci a Firenze. Si occupa anche di urbanistica, con i piani regolatori di Milano, Torino e Genova, e di alcune aree di Vicenza, Stintino, Sharestenak (Iran) e in Algeria.
Nel 1949 il marito Giulio Castelli fonda la Kartell, azienda pioniera in Italia nella produzione di oggetti di plastica d'uso quotidiano, con la quale dalla metà degli anni '60 Anna Ferrieri inizierà a collaborare. Tra i principali progetti vi sono la sedia sovrapponibile 4870, vincitrice del Compasso d'oro, la poltrona 4814 e i mobili 4970/84, contenitori componibili per la casa, in linea con l'ideale di Anna Castelli Ferrieri secondo cui, agli oggetti di uso comune, poteva coniugarsi un design funzionale e oggi esposti nei più importanti centri d'arte del mondo come il MOMA e il Centre Pompidou. Fino al 1987 è la direttrice artistica del marchio, mentre il marito si occupa dei materiali che si arricchiscono di nuove funzionalità.
La sua creatività si caratterizza per le monocromie sgargianti e in materiale che, al tempo, risultavano ancora sconosciuti e inesplorati, come il polipropilene, la resina e il poliuretano.
Dal 1984 al 1986 insegna Disegno Industriale presso il Politecnico di Milano, e dal 1985 al 1992 è docente alla Domus Academy. Nel 1994 progetta per la Sambonet la linea di posateria Hannah, grazie alla quale riceve nuovamente il Compasso d'oro.
Dal 1969 al 1971 Anna Castelli Ferrieri è presidente dell'Associazione per il Disegno Industriale (ADI) , socia dell'Istituto Nazionale di Urbanistica (INU) e fondatrice del Movimento di studi per l'architettura (MSA). Nel 1990 fonda, assieme ai suoi ex allievi, il gruppo di progettazione ACF Officina..
In collaborazione con l'architetto Ignazio Gardella, tra il 1949 e il 1955 progetta il condominio ai Giardini d'Ercole in via Marchiondi 7 a Milano e gli uffici dell’Alfa Romeo di Arese (1967), dal 1973 Anna apre il suo studio da architetta da cui nascono molti edifici del complesso residenziale “Pineta di Arenzano”,  due residence per la Compagnia CIGA a Venezia e a Firenze e tutto quanto concerne lo stabilimento Kartell a Noviglio. Non si dimentica della Milano antica seguendo la ristrutturazione di un edificio in Piazza Sant’Eustorgio che include un chiostro del Bramante.

## Opere e progetti
- Uffici dell'Alfa Romeo ad Arese
- Uffici della Tecnitub a Podenzano
- Uffici della Castek a Milano
- Uffici della Kartell a Binasco[3][4][6]
- Restauro e la ricostruzione di edifici storici, tra i quali, il Chiostro del Bramante a Milano, e Palazzo Benci a Firenze[3][6]
- Urbanistica: piani regolatori di Milano, Torino e Genova, e di alcune aree di Vicenza, Stintino, Sharestenak (Iran) e in Algeria[3][4][6]
- Plastiche e design con Augusto Morello (1984, Arcadia Editore)
- Interfacce della materia (1991, Domus Academy)
- Corrispondente per diverse riviste internazionali e Caporedattrice di «Casabella – Costruzioni»
- Pubblicazioni ed esposizioni a New York, Bruxelles, Berlino, Tokyo, Chicago, Madrid, Puebla (Messico), Pasadena (California)
- Mostre: l’esposizione di ambienti domestici all’VIII, XI e XII Triennale di Milano e la mostra del 1983 a Palazzo Reale di Milano “Esistere come donna” sul tema dell’emancipazione femminile.
- Gli oggetti da lei creati sono esposti al Museum of Modern Art di New York, al London Design Museum, al Centre Pompidou, al Jerusalem Museum, al Copenhagen Museum of Decorative Art, al Sao Paulo Design Museum, al Denver Art Museum e al Chicago Atheneum Museum of Architecture and Design.
- In Italia i suoi lavori sono tutti esposti al Museo Kartell di Noviglio, da lei stessa progettato insieme a Ignazio Gardella.

## Riconoscimenti
Anna Castelli Ferrieri ha ricevuto:
- 1947 - Medaglia d'oro alla VIII Triennale di Milano
- 1973 - Bundespreis Gute Form per gli elementi componibili 4970/84
- 1987 Compasso d'oro per la sedia 4870 di Kartell (1987)
- 1994 - Compasso d'oro per la posata Hannah di Sambonet (1994).
- 1994 - Kölner Klopfer del Köln International School of Design[13]
- Nel 2016 il Comune di Milano ha deciso che il suo nome venga iscritto nel Pantheon di Milano, all'interno del Cimitero Monumentale[14].
- Nel dicembre 2017 il Comune di Milano le ha intitolato un tratto viario nella zona Citylife[15].